# Tokelauans
Les Tokelaouans sont un groupe ethnique polynésien autochtone des Tokelau, un archipel polynésien situé dans l'Océan Pacifique, qui partage la culture, l'histoire et la langue polynésiennes des Tokelau.
Les îles d'origine du groupe — d'est en ouest : Fakaofo, Nukunonu et Atafu — sont un territoire dépendant de la Nouvelle-Zélande. 77 % des 1 650 habitants des Tokelau revendiquent une ascendance tokelaouane, tandis que 8 676 Tokelaouans vivent en Nouvelle-Zélande. Un petit nombre vit également aux Samoa.
Le gouvernement néo-zélandais et les Nations unies incitent les Tokelauans à accepter un statut d'association libre identique à celui accepté par les Îles Cook et Niue, mais les électeurs tokelauans ont par deux fois, en 2006 et en 2007, rejeté cette proposition par voie référendaire.

## Langue
Le tokelau fait partie de la famille des langues polynésiennes. La plupart des Tokélaouans parlent couramment l'anglais et le tokelau. Il existe environ 4 000 locuteurs, dont la majorité vit en Nouvelle-Zélande.

## Diaspora
La majorité des Tokelaouans vivent en Nouvelle-Zélande, concentrés dans les grandes banlieues de Wellington, Hutt Valley et Porirua, ainsi qu'Auckland. Ils constituent le sixième plus grand groupe ethnique des îles du Pacifique en Nouvelle-Zélande et l'un des plus démunis sur le plan socio-économique. La migration vers la Nouvelle-Zélande a commencé dans les années 1950 et s'est intensifiée la décennie suivante dans le cadre d'un programme gouvernemental de réinstallation motivé par la crainte d'une surpopulation et d'un cyclone tropical frappant les îles. La population néo-zélandaise a dépassé celle des Tokelaou en 1976, et l'immigration a diminué par la suite.

## Culture

### Religion
En 2019, 50,4 % des personnes appartiennent à l'Église congrégationaliste tandis que 38,7 % appartiennent à l'Église catholique. Le reste de la population adhère à diverses confessions chrétiennes, comme le presbytérianisme. Le catholicisme est majoritairement pratiqué à Nukunonu, tandis que les habitants des îles d'Atafu et de Fakaofo adhèrent au congrégationalisme. Avant l'arrivée du christianisme, les Tokelaouans adoraient un dieu nommé Tui Tokelau.

### Sports

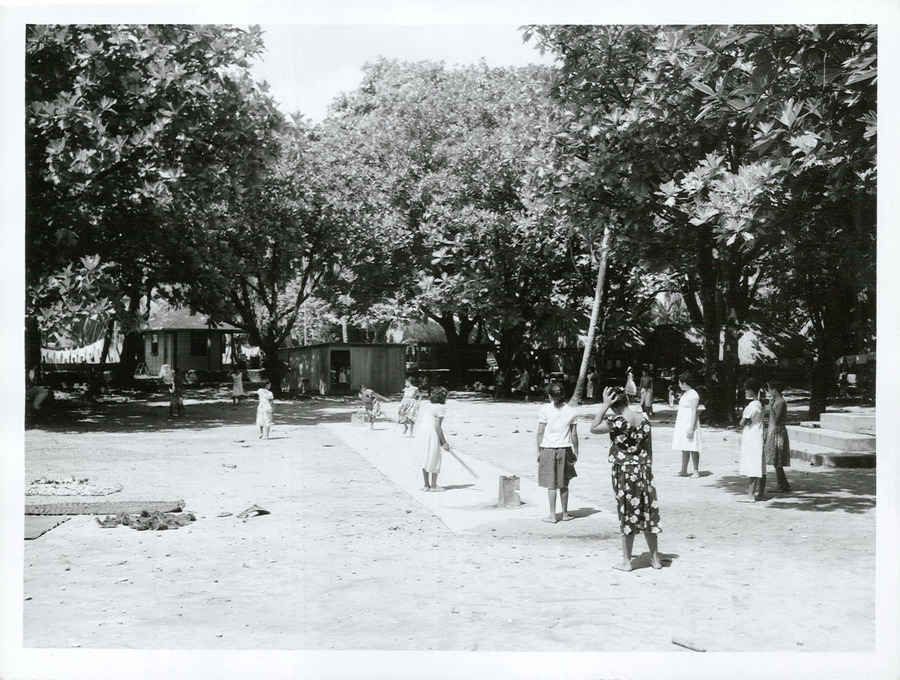
Tokelauans jouant au cricket en 1966.

Le netball, le rugby, le football et le cricket sont populaires aux Tokelau. Ils participent aux Jeux du Commonwealth et des Jeux des Tokélaou ont lieu chaque année.